# ベアトリス・ド・モンフォール

モンフォール＝ラモーリー伯の紋章

ベアトリス・ド・モンフォール（Beatrice de Montfort, 1248/9年 - 1312年3月9日）は、モンフォール＝ラモーリー女伯（在位：1249年 - 1312年）。ドルー伯ロベール4世と結婚し、モンフォール＝ドルー家のブルターニュ公の祖先となった。

## 生涯
ベアトリスは、1248年12月から1249年12月の間に、モンフォール＝ラモーリー伯ジャン1世・ド・モンフォールとシャトーダン女領主ジャンヌの一人娘として生まれた。
1249年、父ジャン1世は第7回十字軍の参加中にキプロスで死去した。そのため、ベアトリスは1歳ほどで父の跡を継ぎ、モンフォール女伯となった。
1251年、母ジャンヌはフランス大執事ジャン2世・ド・ブリエンヌと再婚した。ジャンヌとジャンの間には娘ブランシュ・ド・ブリエンヌ（1252年 - 1302年）が生まれた。ブランシュはタングリー男爵ギヨーム2世・ド・フィエンヌと結婚した。ジャンヌは1252年以降に亡くなり、ベアトリスと異母妹のブランシュが母の共同相続人となった。
ベアトリスは1260年、11歳頃のときにドルー伯・ブレーヌ伯ロベール4世と結婚した。ロベール4世はドルー伯・ブレーヌ伯ジャン1世とマリー・ド・ブルボンの息子であった。当時の女性領主に対する慣例に従い、結婚後、ロベール4世は妻の権利によりモンフォール伯との共同統治者となった。
ベアトリスは1312年3月9日に63歳で亡くなり、オート・ブリュイエール修道院に埋葬された。

## 子女
- マリー（1261年 - 1276年） - 1275年にマチュー4世・ド・モンモランシーと結婚[5]
- ヨランド（1263年 - 1322年） - モンフォール＝ラモーリー女伯。1285年にスコットランド王アレグザンダー3世と[6]、1292年にブルターニュ公アルテュール2世と結婚[7]。
- ジャン2世（1265年 - 1309年） - ドルー伯
- ジャンヌ - ブレーヌ女伯。ルシー伯ジャン4世と結婚[5]、ジャン・ド・バル（1317年没、バル伯ティボー2世の息子）と再婚。
- ベアトリス（1270年 - 1328年） - ポン＝ロワイヤル女子修道院長
- ロベール - シャトー＝デュ＝ロアール領主